# BRIT Awards 2022
42-я ежегодная церемония вручения наград BRIT Awards прошла 8 февраля 2022 года в Лондоне на стадионе «O2 Арена». Ведущими премии был британский телеведущий Mo Gilligan. Номинанты были представлены 18 декабря 2021 года.
В ноябре 2021 года Британская ассоциация производителей фонограмм (British Phonographic Industry, BPI) объявила, что на церемонии вручения наград Brit Awards больше не будут использоваться гендерные категории, а также будут возрождены категории Alternative/Rock Act, Dance Act, Hip Hop/Rap/Grime Act, и Pop/R&B Act. Номинации были объявлены 18 декабря 2021 года, при этом Адель, Дэйв, Эд Ширан и Little Simz разделили наибольшее количество номинаций, а количество номинаций исполнителям-женщинам стало наибольшим впервые после 30-й церемонии вручения премии Brit Awards (2010).

## Победители и номинации
22 ноября 2021 года BPI объявило, что изменит категории для 42-й церемонии вручения наград Brit Awards, чтобы они были гендерно-нейтральными; было заявлено, что это изменение было направлено на то, чтобы «[оценивать] артистов исключительно по их музыке и работе, а не по тому, как они предпочитают себя идентифицировать или как их могут видеть другие, как часть стремления британцев развивать шоу, чтобы оно было как можно более инклюзивным и максимально актуально». Это привело к слиянию сольных категорий — женской (Female Solo Artist) и мужской (Male Solo Artist) — в новую категорию «Артист года» («Artist of the Year»), а также к слиянию международных сольных категорий — International Female Solo Artist и International Male Solo Artist — с возрожденной категорией «Международный артист года» (International Artist of the Year, первоначально представленной с 1986 по 1993 год). Чтобы компенсировать удаление категорий, были восстановлены четыре награды в разных жанрах: Alternative/Rock Act, Dance Act, Hip Hop/Rap/Grime Act и Pop/R&B Act. За эти награды проголосовали через соцсеть TikTok.
Номинации в категории Rising Star Award были анонсированы 30 ноября 2021 года, а победителя объявили декабря 2021 года. Номинации в других категориях были анонсированы 18 декабря 2021 года во время телевизионной специальной программы The Brits Are Coming, которую провели телеведущие Maya Jama и Clara Amfo.
Наибольшее число наград (3) получила британская исполнительница Адель: британский артист года, лучшая песня года («Easy On Me») и альбом года (диск 30).
В результате Адель по рекордному числу наград (у неё теперь 12) стала второй после Робби Уильямса (у него их 13).
| Британский альбом года (представлено Idris Elba) | Британский исполнитель года (представлено Mo Farah) |
| --- | --- |
| - Адель — 30 (альбом Адели) - Дейв — We're All Alone in This Together - Эд Ширан — = - Little Simz — Sometimes I Might Be Introvert - Sam Fender — Seventeen Going Under | - Адель - Дейв - Эд Ширан - Little Simz - Sam Fender |
| Британская группа года (представлено Måneskin) | Британский сингл года (представлено Brett Goldstein и Hannah Waddingham) |
| - Wolf Alice - Coldplay - D-Block Europe - Little Mix - London Grammar                                                                                                   | - Адель — «Easy on Me» - A1 x J1 — «Latest Trends» - Энн-Мари, KSI & Digital Farm Animals — «Don't Play» - Becky Hill & David Guetta — «Remember» - Central Cee — «Obsessed with You» - Дейв при участии Stormzy — «Clash» - Эд Ширан — «Bad Habits» - Элтон Джон & Дуа Липа — «Cold Heart» - Glass Animals — «Heat Waves» - Joel Corry, RAYE & David Guetta — «Bed» - KSI — «Holiday» - Nathan Evans, 220 Kid & Billen Ted — «Wellerman (220 Kid x Billen Ted remix)» - Riton x Nightcrawlers при участии Mufasa & Hypeman — «Friday» - Tion Wayne & Russ Millions — «Body» - Том Греннан — «Little Bit of Love»            |
| Британский поп/R&B-исполнитель года (представлено Jaime Winstone и Lando Norris)                                                                                         | Британский танцевальный исполнитель года (представлено David Guetta и Pete Tong) |
| - Дуа Липа - Адель - Эд Ширан - Griff - Joy Crookes | - Becky Hill - Кельвин Харрис - Fred Again - Joel Corry - Raye |
| Лучший новый исполнитель года (представлено Celeste and Tom Daley) | Британский рок/альтернативный-исполнитель года (представлено Ronnie Wood) |
| - Little Simz - Central Cee - Griff - Joy Crookes - Self Esteem | - Sam Fender - Coldplay - Glass Animals - Tom Grennan - Wolf Alice |
| Британский хип-хоп/грайм/рэп-исполнитель года (представлено Bukayo Saka и Ian Wright)                                                                                    | Международный исполнитель года (представлено Jodie Whittaker и Vicky McClure) |
| - Дейв - AJ Tracey - Central Cee - Ghetts - Little Simz | - Билли Айлиш - Doja Cat - Lil Nas X - Оливия Родриго - Тейлор Свифт |
| Международная группа года (представлено Clara Amfo) | Международная песня года (представлено Courteney Cox и Johnny McDaid) |
| - Silk Sonic - ABBA - BTS - Måneskin - The War on Drugs | - Оливия Родриго — «Good 4 U» - ATB, Topic & A7S — «Your Love (9PM)» - Билли Айлиш — «Happier Than Ever» - CKay при участии Joeboy и Kuami Eugene — «Love Nwantiti Remix (Ah Ah Ah)» - Doja Cat при участии SZA — «Kiss Me More» - Дрейк при участии Lil Baby — «Girls Want Girls» - Galantis, David Guetta & Little Mix — «Heartbreak Anthem» - Jonasu — «Black Magic» - The Kid Laroi & Justin Bieber — «Stay» - Lil Nas X — «Montero (Call Me by Your Name)» - Lil Tjay & 6lack — «Calling My Phone» - Måneskin — «I Wanna Be Your Slave» - Polo G — «Rapstar» - Tiësto — «The Business» - The Weeknd — «Save Your Tears» |
| Восходящая звезда (представлено Griff) | Британский продюсер года |
| - Holly Humberstone - Bree Runway - Lola Young | - Inflo |
| Автор года (презентовал Брайан Кокс) | |
| - Эд Ширан | |